# جمال الدين زقور
جمال الدين زقور هو بروفيسور جزائري ويعمل  بالمعهد الوطني للإعلام الآلي، وهومطور لغة برمجة زاي وهي إحدى لغات البرمجة العربية

## الدرجات العلمية
انهى دراسته الثانوية في الكلية والمعاهد المشتركة (الجزائر) تخرج من المدرسة العليا لعلوم الكمبيوتر، الجزائر (مثل INI ، ERI) ما بعد التخرج حصل الدكتور جمال الدين زقور على الدكتوراة من المعهد الوطني في ابحاث الحاسب الآلي والأتمتة بفرنسا في عام 1988 م

## المشاريع التقنية
- خوارزم 1: بيئة برمجة مخصصة لتعلم خوارزميات البرمجة [2]
- خوارزم 2